# Albert Snouck Hurgronje
Albert Willem Snouck Hurgronje (* 30. Mai 1903 in Niederländisch-Indien, heute Indonesien; † 28. Juni 1967 in Den Haag) war ein niederländischer Fußballspieler.

## Karriere
Hurgronje verbrachte seine gesamte Vereinskarriere von 1920 bis 1937 bei der HVV Den Haag. In 224 Spielen für diesen Klub erzielte er sieben Tore.
Er bestritt sechs Länderspiele für die niederländische Nationalmannschaft.
Bei den Olympischen Spielen 1924 in Paris stand er im niederländischen Aufgebot. Im Spiel gegen Rumänien gelang ihm sein einziges Länderspieltor.